# 郑村郑氏宗祠
郑氏宗祠位于中国安徽省黄山市歙县郑村镇郑村，为徽州地区代表性的祠堂建筑，规模宏伟、雕刻华丽，已列为全国重点文物保护单位。

## 历史
郑氏宗祠始建于明代成化年间（公元1466年），为纪念元末隐士、理学家“师山先生”郑玉而建。

## 建筑
郑氏宗祠气势宏大，包括门坊、门厅、寝堂、享堂和天井，面积1867平方米，为歙县第一大祠。郑氏宗祠前有四柱三间的门坊，雕刻华丽。 

## 保护
1998年5月4日，郑氏宗祠列为第四批安徽省文物保护单位，编号4-42-3-8。
2006年5月25日，郑氏宗祠又被列为第六批全国重点文物保护单位，编号6-0574-3-277。